# Миллер, Лорен
Ло́рен Энн Ми́ллер (англ. Lauren Anne Miller, род. 24 июля 1982, Лейкленд, Флорида) — американская актриса. Появлялась во многих фильмах своего мужа Сета Рогена, таких как «SuperПерцы» (2007), «Зак и Мири снимают порно» (2008), «Типа крутой охранник» (2009) и «Жизнь прекрасна» (2011). В 2012 году сыграла главную роль в фильме «Если хочешь хорошо провести время, звони…», в котором она также выступила в качестве сосценариста и продюсера.

## Биография
Миллер родилась и выросла в Лейкленде, штат Флорида. Она является дочерью Адель и Скотта Миллеров и у неё есть брат Дэн. Миллер — еврейка.
Миллер закончила киношколу в Университете штата Флорида. Там она встретила Кэти Энн Нейлон, которая была её соседкой по комнате. Позже Миллер вместе с ней написала сценарий к фильму «Если хочешь хорошо провести время, звони…», который основан на их личном опыте.
Миллер начала встречаться с актёром Сетом Рогеном в 2004 году. Пара обручилась 29 сентября 2010 года. Миллер и Роген вступили в брак 2 октября 2011 года.

## Фильмография
| Год  | Название на русском                       | Название на английском     | Роль                         | Примечания                     |
| ---- | ----------------------------------------- | -------------------------- | ---------------------------- | ------------------------------ |
| 2007 | SuperПерцы                                | Superbad                   | Скарлетт Бригтон             |                                |
| 2008 | Зак и Мири снимают порно                  | Zack and Miri Make a Porno | ноющая и стонущая девушка    |                                |
| 2009 | Типа крутой охранник                      | Observe and Report         | продавщица в торговом центре |                                |
| 2011 | Жизнь прекрасна                           | 50/50                      | Боди                         |                                |
| 2012 | Если хочешь хорошо провести время, звони… | For a Good Time, Call...   | Лорен Повелл                 | Также продюсер и сосценарист   |
| 2012 | Бен и Кейт                                | Ben and Kate               | Дарси                        | Второстепенная роль; 2 эпизода |